# メモリーズ・オブ・ユー (宝塚歌劇)
『メモリーズ・オブ・ユー』は宝塚歌劇団によって制作された舞台作品。月組公演。副題は「懐かしき時代・美しき人々」。形式名は「ショー」。24場。作・演出は草野旦。併演作品は『PUCK』。

## 公演期間と公演場所
- 1992年7月3日 - 8月18日　宝塚大劇場[1]
- 1992年11月2日 - 11月27日　東京宝塚劇場[2]

## 解説
※『宝塚歌劇100年史（舞台編）』の宝塚大劇場公演参考。
1992年限りで幕を閉じる旧・宝塚大劇場の数々の思い出をテーマに、ショーの巨匠たちを偲ぶ意味合いも込めた作品。白井鐵造、高木史朗、鴨川清作のショーやレビューから宝塚作品の主題歌を取り上げ、時には激しく、時にはセンチメンタルに、美しく綴るショー作品。

## スタッフ
※氏名の後ろに「宝塚」、「東京」の文字がなければ両劇場共通。
- 作曲[3]・編曲[3]：寺田瀧雄・吉田優子・高橋城
- 音楽指揮：野村陽児（宝塚）[3]、伊沢一郎（東京）[2]
- 振付[3]：喜多弘・羽山紀代美・尚すみれ・名倉加代子・家城比呂志・パディ・ストーン
- ダンス指導：真帆志ぶき[3]
- 装置：大橋泰弘[3]
- 衣装：任田幾英[3]
- 照明：勝柴次朗[3]
- 小道具：万波一重[3]
- 効果：川ノ上智洋[3]
- 音響監督：松永浩志[3]
- 演出補：谷正純[3]
- 演出助手[3]：中村一徳・加藤誠
- 装置補：新宮有紀[3]
- 衣装補：田口美香[3]
- 制作：佐分孝[3]
- 製作担当：長谷山太刀夫（東京）[2]

## 主な配役
宝塚
- 歌手、踊る男、トム、ウエスト・ウィンド男、デュエット - 涼風真世[3]
- ボレロ女S、プリンセス、ジェニー、デュエット - 麻乃佳世[3]
- シンガー、ラテンの男A、プリンス、ダンサー女 - 天海祐希[3]
- ゴーストシンガー男[3] - 汝鳥伶・波音みちる・嘉月絵理
- 踊る男[3] - 葵美哉・旭麻里
- 踊る女 - 梨花ますみ[3]
- ボレロ女A、ハートブレーカー女 - 舞希彩[3]
- ハイチの男 - 幸風イレネ[3]
- ボレロ男A、踊る男、ウエスト・ウィンド女、シンガー - 若央りさ[3]
- ボレロ男A、ラテンの男A、シンガー - 久世星佳[3]
- 踊る女 - 若菜あん[3]
- ボレロ女A、踊る女、シンガー - 羽根知里[3]
- シンガー - 夏妃真美[3]
- 踊る女、シンガー - 蘭玲花[3]
- ゴーストシンガー女 - 夏河ゆら[3]
- 踊る男、ウエスト・ウィンドの歌手、シンガー - 真織由季[3]
- 踊る女 - 朝吹南[3]
- 踊る男 - 汐風幸[3]

東京の変更点
- 第6場　ハイチの男 - 鷹悠貴[2]
- 第9 - 13場　ワンラブ女A - 山吹紗世[2]
- 第15 - 19場　ゴーストシンガー男 - 大峯麻友[2]